# ليفاردي
ليفاردي (بالإنجليزية: Lielvārde)‏ هي معلم جغرافي تقع في لاتفيا في Ogre District.[بحاجة لمصدر] يقدر عدد سكانها بـ 6,708 نسمة ومساحتها 10 كم2 .